# Развој Андроид софтвера
Андроид развој софтвера представља процес креирања апликација које се користе на уређајима подржаним Андроид оперативним системом. Андроид апликације је могуће креирати коришћењем програмских језика Котлин, Јава, C++ и разних других, коришћењем Андроид софтверског развојног алата (енгл. Software Development Kit - SDK), али је могуће креирање и уз помоћ других програмских језика. Сви језици језици сем Јаве попут језика Го, Јава Скрипт-а, C, C++ и осталих, захтевају коришћење Јавине виртуелне машине (енгл. Java Virtual Machine - JVM), уз одређене алате и ограниченом подршком за апи-је (енгл. API). Неки програмски језици и софтверски алати омогућавају развој мобилних апликација и за Андроид и иОС оперативне системе. Званични канал дистрибуције Андроид апликација ка корисницима представља Гугл плеј (енгл. Google Play) продавница.

## Алати за развој Андроид апликација
Андроид софтверски развојни алат (енгл. SDK) представља свеобухватан скуп развојних алата који садржи и Андроид SDK Platform Tools. Овај подскуп алата се преузима засебно и састављен је од разних алата попут adb-a и fastboot-a. Андроид Debug Bridge (ADB) представља алат који се покреће у командној линији на повезаном Андроид уређају, док је Fastboot протокол који се користи за учитавање системских датотека. Код који се напише у програмским језицима Ц, C++ може се компајлирати у ARM или x86 машински језик (или 64-битне варијанте) тако што се користи Андроид Native Development Kit (NDK).

### Андроид Open Accessory Development Kit
Са појавом Андроид 3.1 платформе, долази до увођења подршке за Android Open Accessory (AOA), чиме је омогућена интеракција интеракција са спољним Андроид уређајем преко УСБ конекције у специјалном "напредном" режиму. Када се Андроид уређај налази у напредном режиму, развојно окружење се понаша као домаћин док повезани уређај служи као емулатор на коме се покреће направљена апликација. УСБ додаци су специјално дизајнирани на уређаје са Андроид оперативним систему уз праћење једноставног протокола (Андроид accessory protocol) који омогућава откривање Андроид уређаја са могућношћу покретања напредног режима.

## Андроид емулатори
Андроид емулатори представљају софтверска решења која симулирају мобилне уређаје на другим оперативним системима и тиме омогућавају тестирање софтвера, играње андроид игрица и коришћење других андроид апликација. Популарни андроид емулатори су неки од следећих:
- Андроид студио

- Android-x86

- BlueStacks
- LeapDroid
- MIT App Inventor

- Genymotion
- Windows Subsystem for Android

## Андроид Developer изазов
Андроид Developer изазов (Android Developer Challenge - ADC) представља такмичење које је Гугл покренуо са идејом проналажења најиновативније Андроид апликације, на ком су биле подељене награде укупне вредности од око 10 милиона долара, подељене у два циклуса (АCD I и ACD II). Први циклус је прихватао пријаве до 14. априла 2008. године. У мају месецу исте године објављена је листа са педесет најобећавајућих идеја, и свака од њих је добила по 10000 долара као награду. У септембру 2008. године објављена је скраћена листа са 20 идеја где је првих 10 добило по 275000 а идеје од 11. до 20. места по 100000 долара за даљи развој својих апликација. 
АDC II циклус је кренуо у мају наредне године (2009.). Прва рунда другог циклуса завршена је пар месеци касније у октобру месецу, где је круг добитника представљало најбољих 200. Дана 25. новембра 2009. године Гугл је прогласио свеукупне победнике где су као најбоље идеје проглашене апликације SweetDreams, What the Doodle!? и WaveSecure.

## Јава стандарди
Препреке на које се долази приликом развоја Андроид апликација укључују и то да Андроид не користи већ раније утврђене Јава стандарде, попут Јава SE (Јава стандардна едиција) и Јава ME (Јава микро едиција). Oво онемогућава компатибилност између апликација писаних за Јава платформу и апликација које се покрећу на Андроид оперативном систему. Иако Андроид користи синтаксу и семантику Јава програмског језика, нису доступне све библиотеке и АПИ-је упаковане са Јава SE или Јава МЕ. Међутим, на тржишту постоје разни алати који пружају конверзију из Јава МЕ у Андроид.
Андроид обезбеђује своје класе за графички кориснички интерфејс (ГУИ), али зато не обезбеђује Јава AWT, Swing или Jaва FX графичке библиотеке.

## Историјат и тржишна вредност
Историја Андроид оперативног система започета је оснивањем компаније Андроид Inc. 2003. године у граду Пало Алто у Калифорнији. Убрзо је постала занимљива Гуглу, који ју је откупио 2005. године, чиме су се стекли услови за развој Андроид оперативног система. Андроид оперативни систем први пут је у јавности представљен 2007. године и врло брзо преузео примат међу оперативним системима намењеним за паметне уређаје.
Најраније повратне информације о развоју Андроид апликација биле су помешане. Проблеми су се највише огледали у недостатку документације, баговима, недовољно развијене инфраструктуре намењене за тестирање софтвера као и система за праћење проблема (који је Гугл избацио 2008. године). Упркос овоме, прве Андроид апликације почеле су да се појављују на тржишту убрзо након што је објављена платформа. Прва свима доступна апликација била је змијица (Snake).
Прва верзија Андроид софтверског развојног алата (SDK) изашла је у новембру 2007. године. У августу месецу 2008. године изашла је верзија 0.9 (бета) чиме је дошло до унапређења развојних алата и ажурирања дизајна почетног екрана. Дана 2. децембра 2008. године Гугл је објавио први Android Dev Phone, уређај намењен и дизајниран за напредне програмере. Био је унапређена верзија HTC Dream телефона.
До јула 2013. године, развијено је преко милион апликација намењених за коришћење на Андроид уређајима, са више од 25 милиона преузимања са продавнице. Истраживања спроведена у 2011. години показала су да је преко две трећине програмера који развијају апликације за мобилне уређаје користило Андроид платформу у свом раду. Према неким прогнозама из 2018. године, више од 85% удела на тржишту су заузимали уређаји покренути Андроид оперативним системом.